# Emil Forsberg
Emil Peter Forsberg (n. 23 octombrie 1991, Sundsvall, Suedia) este un mijlocaș suedez, aflat sub contract cu New York Red Bulls. Forsberg a fost votat mijlocașul suedez al anului în 2014, 2016 și 2017. A fost membru a naționalei Suediei care a ajuns în sferturile de finală ale Cupei Mondiale 2018. Este cunoscut pentru stilul său de trecere rapidă și eficientă și este un creator de joc renumit pentru capacitatea sa de a crea ocazii și pase decisive.

## Carieră

### GIF Sundsvall
Născut în Sundsvall, Forsberg și-a început cariera cu echipa din orașul său natal și s-a alăturat primei echipe în 2009, când clubul juca în cel de-al doilea nivel de fotbal din Suedia, Superettan.

### Malmö FF
La 10 decembrie 2012, Forsberg a fost prezentat ca jucător al lui Malmö FF. S-a alăturat clubului la 1 ianuarie 2013 când s-a deschis fereastra de transfer în Suedia. Forsberg a semnat un contract pe patru ani, care a durat până la sfârșitul sezonului 2016.

### RB Leipzig
În ianuarie 2015, Forsberg s-a alăturat echipei germane din 2. Bundesliga, RB Leipzig, cu un contract de trei ani și jumătate. În februarie 2016, și-a prelungit contractul până în 2021. În runda a treia din Bundesliga 2016–17, Forsberg a fost numit jucător al rundei de către Kicker. La sfârșitul sezonului 2016-17, Forsberg a terminat ca jucătorul cu cele mai multe asisturi în Bundesliga în primele 5 ligi din Europa cu 22 de asistențe, și a făcut parte din echipa sezonului a Bundesliga.

## Statistici
La meciul jucat pe 10 martie 2020.
| Club          | Season        | League        | League  | League | Cup     | Cup    | Continental | Continental | Other   | Other  | Total   | Total  | Ref.        |
| Club          | Season        | Campionat     | Meciuri | Goluri | Meciuri | Goluri | Meciuri     | Goluri      | Meciuri | Goluri | Meciuri | Goluri | Ref.        |
| ------------- | ------------- | ------------- | ------- | ------ | ------- | ------ | ----------- | ----------- | ------- | ------ | ------- | ------ | ----------- |
| GIF Sundsvall | 2009          | Superettan    | 19      | 1      | 1       | 0      | —           | —           | —       | —      | 20      | 1      | [ 6 ] [ 7 ] |
| GIF Sundsvall | 2010          | Superettan    | 30      | 6      | 2       | 0      | —           | —           | 2       | 0      | 34      | 6      | [ 6 ] [ 7 ] |
| GIF Sundsvall | 2011          | Superettan    | 27      | 11     | 2       | 3      | —           | —           | —       | —      | 29      | 14     | [ 6 ] [ 7 ] |
| GIF Sundsvall | 2012          | Allsvenskan   | 21      | 6      | 1       | 0      | —           | —           | 1       | 0      | 23      | 6      | [ 6 ] [ 7 ] |
| GIF Sundsvall | Totals        | Totals        | 97      | 24     | 6       | 3      | —           | —           | 3       | 0      | 106     | 27     | —           |
| Malmö FF      | 2013          | Allsvenskan   | 28      | 5      | 4       | 0      | 6           | 2           | 1       | 2      | 39      | 9      | [ 6 ] [ 7 ] |
| Malmö FF      | 2014          | Allsvenskan   | 29      | 14     | 5       | 2      | 12          | 2           | 1       | 1      | 47      | 19     | [ 6 ] [ 7 ] |
| Malmö FF      | Totals        | Totals        | 57      | 19     | 9       | 2      | 18          | 4           | 2       | 3      | 86      | 28     | —           |
| RB Leipzig    | 2014–15       | 2. Bundesliga | 14      | 0      | 1       | 0      | —           | —           | —       | —      | 15      | 0      | [ 8 ]       |
| RB Leipzig    | 2015–16       | 2. Bundesliga | 32      | 8      | 1       | 0      | —           | —           | —       | —      | 33      | 8      | [ 9 ]       |
| RB Leipzig    | 2016–17       | Bundesliga    | 30      | 8      | 1       | 0      | —           | —           | —       | —      | 31      | 8      | [ 10 ]      |
| RB Leipzig    | 2017–18       | Bundesliga    | 21      | 2      | 1       | 1      | 11          | 2           | —       | —      | 33      | 5      | [ 11 ]      |
| RB Leipzig    | 2018–19       | Bundesliga    | 20      | 4      | 4       | 2      | 5           | 1           | —       | —      | 29      | 7      | [ 12 ]      |
| RB Leipzig    | 2019–20       | Bundesliga    | 18      | 5      | 1       | 1      | 8           | 4           | —       | —      | 27      | 10     | [ 13 ]      |
| RB Leipzig    | Total         | Total         | 135     | 27     | 9       | 4      | 24          | 7           | 0       | 0      | 168     | 38     | —           |
| Total carieră | Total carieră | Total carieră | 285     | 71     | 24      | 9      | 42          | 11          | 5       | 3      | 357     | 94     | —           |

- 1.^Include Swedish Cup și German Cup.
- 2.^Include Champions League și Europa League.
- 3.^Include Swedish Promotion/relegation playoff Swedish Super Cup și German Super Cup.

## Palmares

Forsberg jucând pentru Malmö FF în 2013.

### Club
Malmö FF
- Allsvenskan: 2013, 2014
- Svenska Supercupen: 2013, 2014

### Individual
- Mijlocașul anului din Allsvenskan: 2014
- Mijlocașul anului suedez: 2016, 2017, 2019
- Cele mai multe asisturi din Bundesliga: 2016–17[14]
- Echipa Anului din Bundesliga: 2016–17[15]